# Убийство Озгеджан Аслан

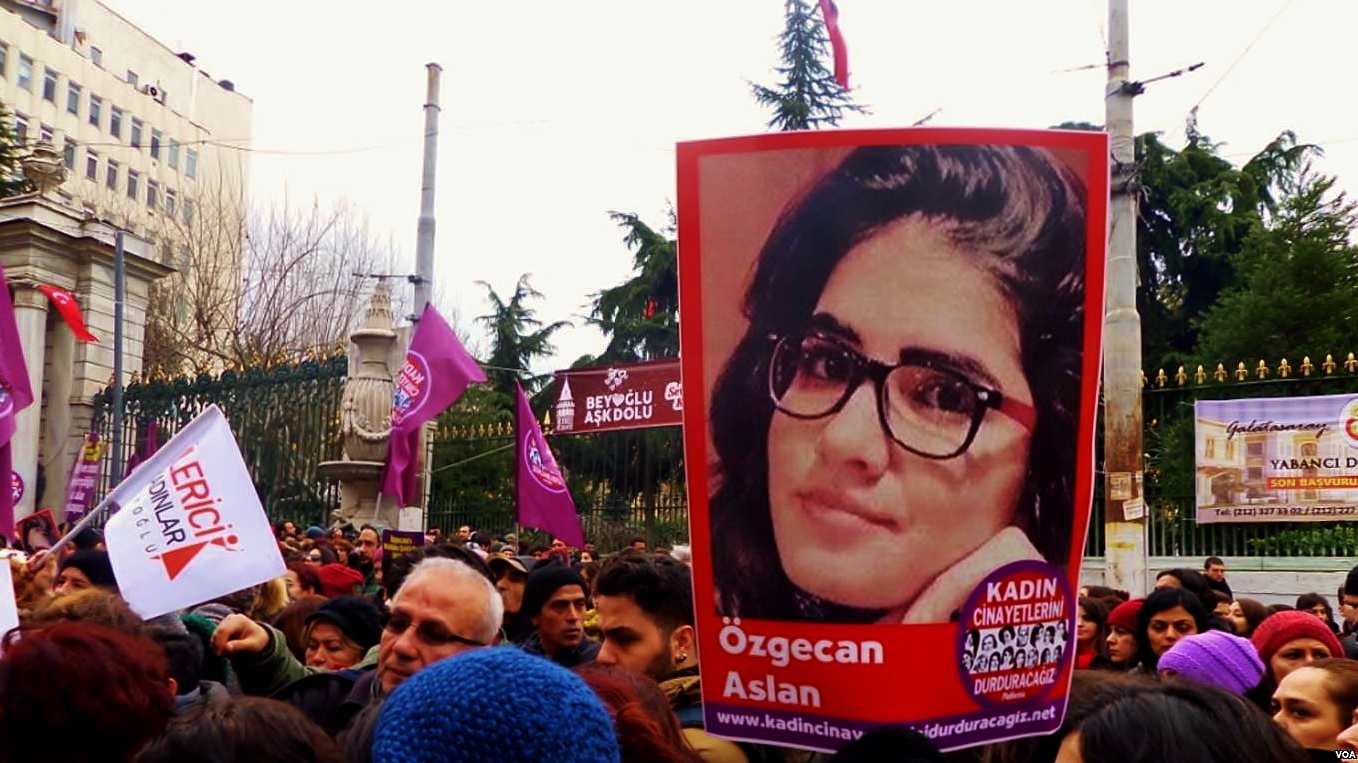
Плакат с портретом Озгеджан Аслан на акции протеста в Стамбуле, февраль 2015 года

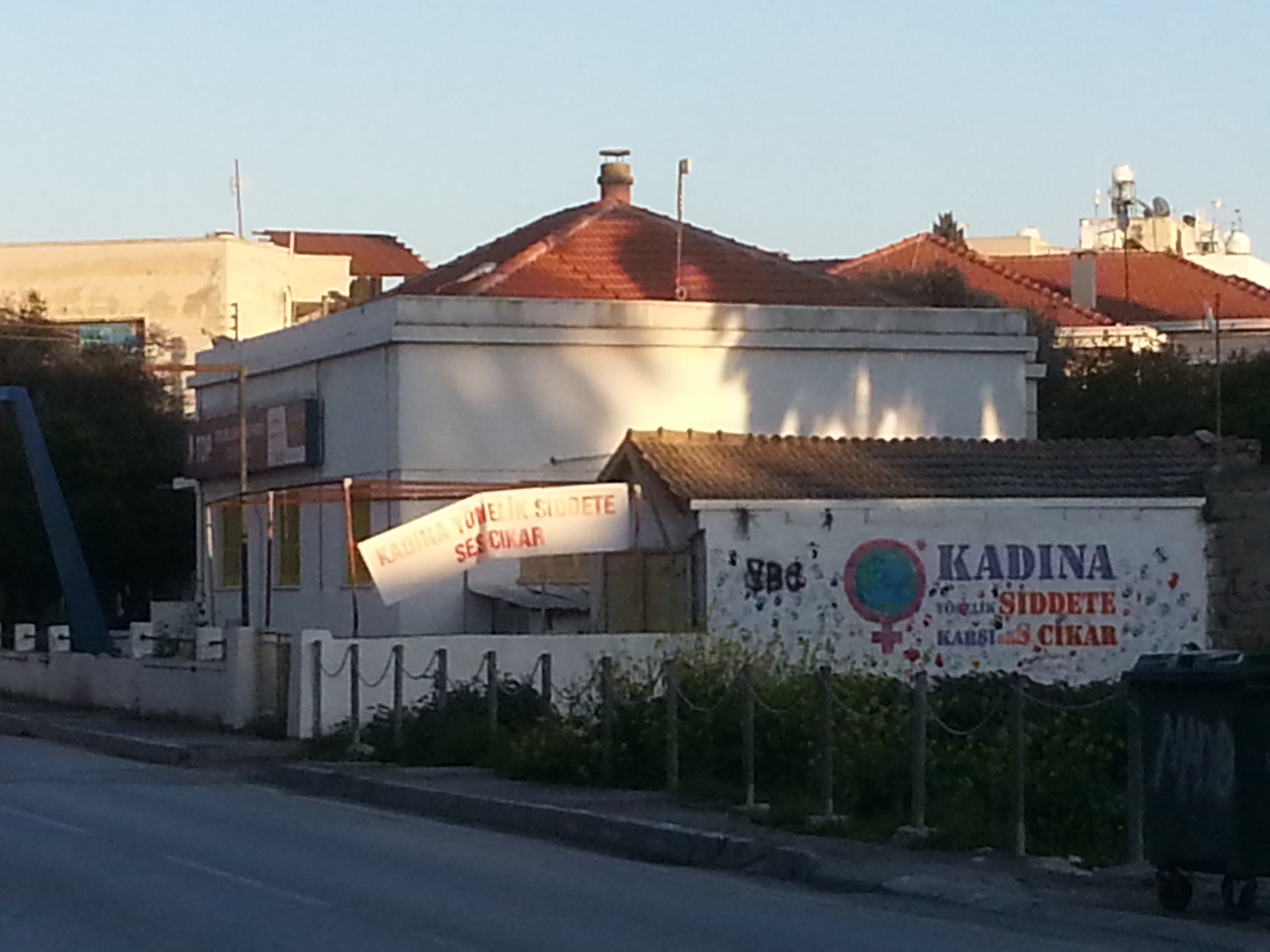
Граффити и плакат в Северной Никосии в штаб-квартире политической партии с надписью «выступить против насилия в отношении женщин» после убийства

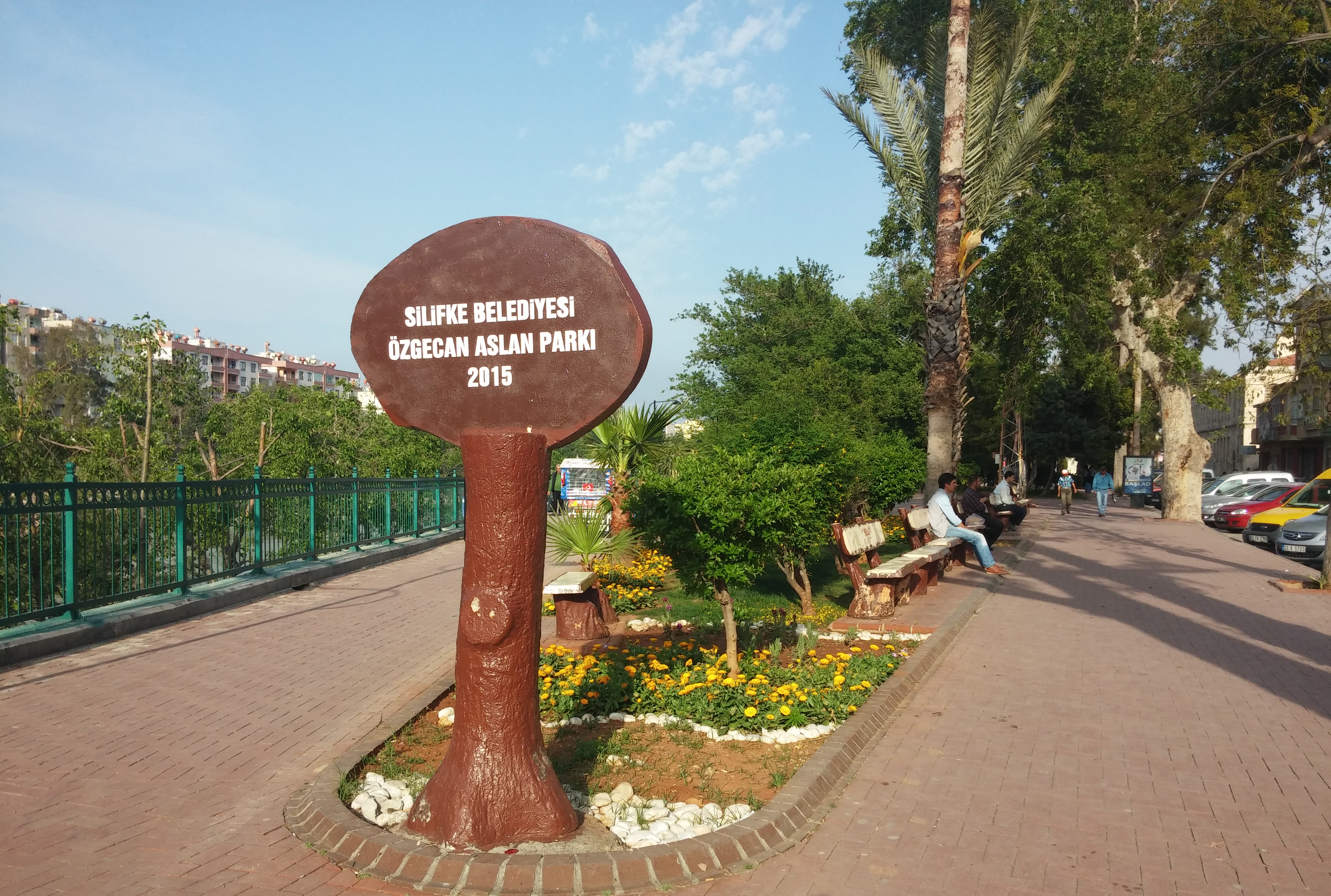
Парк Гёксу в Силифке был переименован в «Парк Озгеджан Аслан»

Убийство Озгеджан Аслан (тур. Özgecan Aslan) произошло 11 февраля 2015 года недалеко от города Тарсус (Турция). 19-летняя студентка факультета психологии университета Чаг возвращалась домой на микроавтобусе; водитель Ахмет Супхи Алтындокен дождался, пока девушка останется одна в салоне, а затем попытался изнасиловать её. Аслан сопротивлялась, и мужчина нанёс ей несколько ножевых ранений, в результате чего она скончалась. Желая избавиться от следов преступления, преступник вместе с отцом и знакомым пытались сжечь тело, однако когда это им не удалось, они выбросили его в реку, где оно и было найдено спустя несколько дней.
Преступление получило широкий резонанс в турецком обществе и за рубежом, а также вызвало дискуссии о проблеме насилия над женщинами в стране. По всей Турции прошли массовые акции протеста против инцидентов подобного рода. Отреагировали на произошедшее президент Турции Реджеп Тайип Эрдоган и глава кабинета министров страны Ахмет Давутоглу.